# 佐藤信之
佐藤信之（1972年8月8日—）是一名日本马拉松运动员，曾在福冈县举办的福冈马拉松大赛和马拉松世锦赛中获得奖牌。2001年，佐藤信之在北京国际马拉松赛中取得第四名的成绩。2000年，佐藤信之参加了2000年夏季奥林匹克运动会的马拉松项目，以第41名的成绩完成了比赛。

## 大赛成绩
| 年        | 賽事             | 舉辦城市  | 名次       | 項目      | 記錄      |
| 代表 日本 | 代表 日本        | 代表 日本 | 代表 日本  | 代表 日本 | 代表 日本 |
| --------- | ---------------- | --------- | ---------- | --------- | --------- |
| 1998年    | 福冈马拉松       | 福冈县    | 第二名     | 马拉松    | 2:08:48   |
| 1999年    | 马拉松世锦赛     | 塞维利亚  | 第三名     | 马拉松    | 2:14:07   |
| 2000年    | 奥运会           | 悉尼      | 第四十一名 | 马拉松    | 2:20:52   |
| 2001年    | 北京国际马拉松赛 | 北京      | 第四名     | 马拉松    | 2:10:32   |

## 外部連結
- 佐藤信之在的頁面